# Boterbrug
De Boterbrug is een brug in het centrum van de stad Delft, in de Nederlandse provincie Zuid-Holland. De brug is een rijksmonument en stamt uit 1558 (jaarsteen). De brug werd in 1865 vernieuwd en in 1954 verbreed. 

## Geschiedenis en naam
De Boterbrug kan gezien worden als de breedste brug van Delft. Goedbeschouwd is het geen brug maar een overkluizing van de gracht tussen de Oude Delft en de Wijnhaven. Op 9 januari 1556 besloten de burgemeesters van Delft, dat "men eerdaags het erf van mijns Heren Herberge, toebehorende de stede, sal doen doorgraven ende doen overwulphen". Na twee jaar was het bouwwerk gereed en werd de s'Heerenbrugghe genoemd. Op de overkluizing werd tot in de negentiende eeuw een botermarkt gehouden, waaraan de brug nu zijn naam dankt. In 1865 werd de gemetselde boogbrug geheel vernieuwd. Aan de westzijde zit een steen met het jaartal 1558. De oostzijde is in 1954 verbreed en gedeeltelijk vernieuwd met een betonnen boog, bekleed met metselwerk.